# V803 Centauri
V803 Centauri (AE-1 / 2MASS J13234454-4144294) es una nova enana, un sistema binario cataclísmico perteneciente a la clase variable AM Canum Venaticorum, compuesto por una enana blanca que acrecienta material de un donante rico en helio y pobre en hidrógeno. V803 Cen se encuentra en la constelación de Centauro, a una distancia aproximada de 930 años luz, con una magnitud aparente que varía entre 12,7 en superllamaradas y 17,7 en estado relajado.